# Filago arvensis
Filago arvensis es una planta de la familia de las asteráceas.

## Descripción
Planta anual, muy baja o baja, lanuda blanca; tallos erectos, con ramas laterales cortas en la parte superior. Hojas de oblongas a lineal-lanceoladas, de 10-20 mm de largo. Capítulos amarillentos, de 2,5-6 mm de largo, reunidos en grupos pequeños de 2-7, por lo general sobrepasados por las hojas más superiores y agrupados a su vez en inflorescencias racemosas o panículos; brácteas involucrales con un ápice transparente. Florece en primavera y verano.

## Hábitat
Tierras arables, campos secos, garrigas, olivares, lugares pedregosos y rocosos, hábitats arenosos.

## Distribución
Todo el Mediterráneo, excepto Baleares y Creta

## Nombre común
- padre e hijos[1]